# (3404) Hinderer
(3404) Hinderer (1934 CY) – planetoida z pasa głównego asteroid okrążająca Słońce w ciągu 4,36 lat w średniej odległości 2,67 j.a. Odkrył ją Karl Wilhelm Reinmuth 4 lutego 1934 roku.